# Chủ nghĩa phát xít

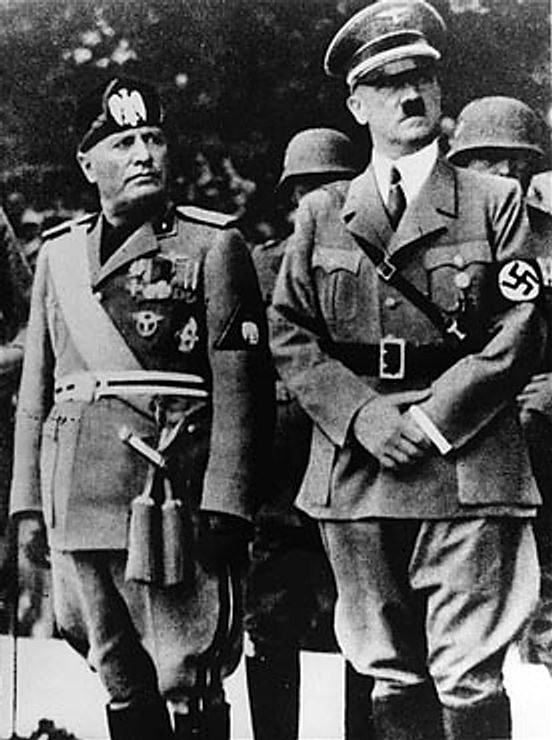
Benito Mussolini (trái) và Adolf Hitler (phải), hai thủ lĩnh phát xít.

Chủ nghĩa phát xít là một hệ tư tưởng chính trị và phong trào chính trị cực hữu đặc trưng bởi sức mạnh độc tài, cưỡng chế, đàn áp đối lập, và sự đoàn kết mạnh mẽ giữa xã hội và kinh tế, nổi bật nhất là ở châu Âu vào đầu thế kỷ 20. Số đông trong đó, muốn đưa quốc gia lên trên về lịch sử, văn hóa, sinh học độc nhất, tất cả là nhờ vào động lực của lòng trung thành, và muốn tạo nên một cộng đồng chung của quốc gia được huy động. Rất nhiều đặc điểm được quy cho chủ nghĩa phát xít bởi nhiều học giả khác nhau, nhưng những yếu tố sau thường được xem như cấu thành: chủ nghĩa dân tộc hẹp hòi, chủ nghĩa tư bản, chủ nghĩa độc tài quân sự, chủ nghĩa quân phiệt, chủ nghĩa chống cộng, chủ nghĩa hợp tác, chủ nghĩa toàn trị, chủ nghĩa chuyên chế, chủ nghĩa phân biệt chủng tộc, chống lại chủ nghĩa tự do và chủ nghĩa Cộng sản. Có rất nhiều tranh cãi giữa các học giả về bản chất của chủ nghĩa phát xít và những loại phong trào chính trị và những chính phủ mà có thể bị gọi là phát xít. Trên thực tế chủ nghĩa phát xít ở Ý, nơi khởi đầu của nó, khác với ở Đức, hay "chủ nghĩa phát xít" ở Nhật, ở Tây Ban Nha, và một số nơi khác, và cũng như các phong trào phát xít mới phát triển ở châu Âu hiện nay, xem xét các khía cạnh kinh tế, thủ thuật giành chính quyền, cương lĩnh, tư tưởng, mô hình nhà nước,... nhưng có điểm chung là gắn với tinh thần dân tộc.
Phát xít có nguồn gốc chính thức tại Ý, còn có tên gọi là Fasium. Lúc đầu tổ chức này chỉ có ba người, mỗi người phải đi tuyên truyền chủ nghĩa này cho ba người khác và lại tiếp tục như vậy, nên cả tổ chức trở nên lớn mạnh. Đặc biệt người được tuyên truyền sau không biết mặt những người lãnh đạo lớn hơn mình.

## Từ nguyên
Chữ Phát xít có nguồn gốc từ Fasces (tiếng Latinh), Fascismo (tiếng Ý), Fasciste (tiếng Pháp), Fascist (tiếng Anh), có nghĩa là bó hoặc nhóm.
Câu chuyện bắt đầu từ thời Servius Tullius (578-535 BC), vua (Rex) thứ sáu của La Mã cổ. Servius gả con gái của mình cho con của hoàng đế thứ 5, Tarquinius. Tuy nhiên cô con gái của Servius là một người vô cùng tham lam và không coi trọng bất cứ một nguyên tắc đạo đức nào. Chính cô này đã xui Tarquinius xông vào Viện Nguyên Lão để cướp ngôi của cha mình và đuổi cha mình ra khỏi ngai vàng. Tệ hơn, Servius đã bị giết bởi một nhóm người theo lệnh của Tarquinius khi trở về cung. Sau khi lên ngôi, Tarquinius làm đủ mọi chuyện ác gây phẫn nộ trong dân chúng. Cuối cùng, người con trai của nhà buôn từng bị Tarquinius giết chết đã kêu gọi nhân dân nổi dậy và giành lại quyền điều hành đất nước. Sau sự vụ này, Rome không còn ngôi vua nữa mà nhân dân bầu ra hai người đứng đầu gọi là Quan chấp chính. 
Vị quan chấp chính thường có các thị vệ (vệ sĩ) theo hầu, mỗi thị vệ vác theo mình một bó gậy (là một bó gồm nhiều que gỗ), giữa bó gậy được buộc chặt với một cái rìu dùng để trừng phạt những người làm sai pháp luật bằng các hình phạt thể xác và tử hình.. Tuy nhiên, đây là một mô hình cực kỳ dân chủ và văn minh so với các mô hình ở thời cổ đại bởi có hai vị Quan chấp chính có quyền hành ngang nhau, thời gian chấp chính chỉ là 1 năm và nếu người dân có ý kiến bất đồng với Quan chấp chính thì có thể đưa ra Hội đồng Nhân dân hoặc Viện nguyên lão. Bó gậy mà người thị vệ vác theo mình được gọi là Fasces.
Ý nghĩa tượng trưng của bó que là sức mạnh thông qua sự thống nhất: một que gỗ thì dễ dàng bị bẻ gãy nhưng một bó gỗ thì rất khó để bẻ gãy. Từ đó các biểu tượng tương tự đã được các phong trào phát xít khác mô phỏng theo. Ví dụ như biểu tượng bó tên của Đảng phát xít Falange Tây Ban Nha. Biểu tượng bó gậy cũng có thể là
- Biểu trưng cho vương quyền hay luật pháp của giai cấp thống trị.
- Tượng trưng cho quyền lực của nhân vật đứng đầu Nhà nước.
- Biểu tượng của chính quyền hành chính nhân dân. Ví dụ con dấu của Thượng nghị viện Hoa Kỳ vẫn còn sử dụng biểu tượng bó gậy để làm hình đại diện cho luật pháp của riêng Viện này. Từ Fascismo cũng được dùng để chỉ các tổ chức chính trị tại Ý như fasci, tương tự với công đoàn và phường hội.

## Định nghĩa
Các nhà sử học, khoa học chính trị, và các học giả khác đã có nhiều tranh cãi xoay quanh bản chất tự nhiên của chủ nghĩa phát xít . Kể từ thập niên 90, các học giả như Stanley Payne, Roger Eatwell, Roger Griffin và Robert O. Paxton đã có được sự nhất trí mạnh mẽ về các triết lý cốt lõi của chủ nghĩa. Mỗi dạng của chủ nghĩa phát xít có sự khác biệt. Điều này làm cho nó có nhiều định nghĩa khi thì quá rộng khi thì quá hẹp.
Griffin định nghĩa:
"[Chủ nghĩa phát xít] là một hình thức thực sự mang tính cách mạng, xuyên giai cấp của chủ nghĩa dân tộc chống tự do và xét cho cùng là chống bảo thủ. Với tư cách như vậy, nó là một hệ tư tưởng gắn liền sâu sắc với hiện đại hóa và hiện đại, một hệ tư tưởng đã có nhiều hình thức bên ngoài khác nhau để thích ứng với bối cảnh lịch sử và quốc gia cụ thể mà nó xuất hiện, và đã thu hút nhiều luồng văn hóa và trí tuệ, cả cánh tả và cánh hữu, phản hiện đại và ủng hộ hiện đại, để tự thể hiện mình như một khối ý tưởng, khẩu hiệu và học thuyết. Trong giai đoạn giữa hai cuộc chiến tranh, nó thể hiện chủ yếu dưới hình thức một "đảng vũ trang" do giới tinh hoa lãnh đạo, đã cố gắng, phần lớn là không thành công, để tạo ra một phong trào quần chúng dân túy thông qua một phong cách chính trị nghi lễ và một chương trình chính sách cấp tiến hứa hẹn sẽ vượt qua mối đe dọa do chủ nghĩa xã hội quốc tế gây ra, chấm dứt sự thoái hóa đang ảnh hưởng đến quốc gia theo chủ nghĩa tự do và mang lại sự đổi mới triệt để cho đời sống xã hội, chính trị và văn hóa của quốc gia như một phần của những gì được hình dung rộng rãi là kỷ nguyên mới đang được khai sinh trong nền văn minh phương Tây. Huyền thoại cốt lõi của chủ nghĩa phát xít, điều kiện cho hệ tư tưởng, tuyên truyền, phong cách chính trị và hành động của nó chính là viễn cảnh về sự tái sinh sắp xảy ra của quốc gia này từ sự suy đồi."
Còn theo Paxton thì chủ nghĩa phát xít là:
"Một hình thức hành vi chính trị được đánh dấu bằng nỗi ám ảnh về sự suy tàn của cộng đồng, sự sỉ nhục hoặc nạn nhân và bằng các giáo phái bù đắp cho sự thống nhất, năng lượng và sự trong sạch, trong đó một đảng quần chúng gồm những chiến binh dân tộc chủ nghĩa tận tụy, làm việc trong sự hợp tác không dễ dàng nhưng hiệu quả với giới tinh hoa truyền thống, từ bỏ các quyền tự do dân chủ và theo đuổi các mục tiêu thanh lọc nội bộ và mở rộng ra bên ngoài bằng bạo lực cứu chuộc và không có sự hạn chế về mặt đạo đức hoặc pháp lý."

## Hình thành
Có nhiều quan điểm khác nhau về nguyên nhân dẫn đến sự trỗi dậy của chủ nghĩa phát xít. Trong đó có một quan điểm cho rằng chủ nghĩa phát xít Ý ra đời là một sự đáp lại các thất bại của nền dân chủ, chủ nghĩa tự do và chủ nghĩa Marx. Những chủ nghĩa này được nhìn nhận là có thiên hướng về chủ nghĩa cá nhân và toàn cầu hóa, làm tổn hại đến quốc gia. Và chủ nghĩa phát xít khi đó đã tự xưng mình là sự thay thế căn bản mang tính quốc gia cho chủ nghĩa bolshevik. Dù vậy, nó lại mang nhiều đặc trưng của chủ nghĩa bolshevik như: nhà nước Đảng trị; quyền quyết định theo đa số và vận động ủng hộ từ giai cấp vô sản đặc biệt khi nhiều cựu binh trở về từ chiến tranh lại phải đối mặt với nạn thất nghiệp và các vấn đề kinh tế khác; nhà nước kiểm soát nền kinh tế và các lĩnh vực khác của xã hội; sùng bái lãnh tụ... Chủ nghĩa phát xít đã đưa ra mô hình chủ nghĩa tập thể và quốc hữu hóa các công ty độc quyền, cũng như đối đầu với chủ nghĩa Marx vì cho rằng chủ nghĩa này chống lại chủ nghĩa quốc gia và chủ nghĩa yêu nước. Hannah Arendt cho rằng Liên Xô dưới thời Stalin lẫn nước Đức dưới thời Hitler đều là những nhà nước toàn trị trong đó nhà nước cố gắng động viên toàn thể dân chúng đoàn kết trong việc hỗ trợ hệ tư tưởng, các mục tiêu của nhà nước đi kèm với sự trấn áp không khoan nhượng đối với những hoạt động đi ngược lại mục tiêu của nhà nước; đồng thời là sự kiểm soát toàn diện các cơ quan quyền lực nhà nước (lập pháp, hành pháp, tư pháp, công an, quân đội...); sự điều khiển của nhà nước đối với các tổ chức quần chúng như công đoàn lao động, các cơ quan truyền thông đại chúng, các cơ sở học thuật, các cơ sở tôn giáo như nhà thờ, các tổ chức chính trị như là các đảng phái chính trị. Trotsky cho rằng nếu không có Stalin thì cũng không có Hitler. Benito Mussolini từng là lãnh đạo của Đảng Xã hội Ý còn Hitler học cách tuyên truyền và tổ chức của những người dân chủ xã hội Đức và đặt tên tổ chức chính trị của mình là Đảng Công nhân Đức Quốc gia Xã hội chủ nghĩa.

## Tư tưởng
Là kết quả cuộc bạo loạn của giai cấp tiểu tư sản, do nó bị chèn ép giữa giới đại tư sản và phong trào công nhân. Vì vậy nó không mang tính chất giải phóng áp bức, bất công mà nó chỉ mang tính chất giúp giới tiểu tư sản dễ thở hơn trong cuộc đấu tranh của giới đại tư sản (bóc lột) và giai cấp công nhân (bị bóc lột) mà không sớm hay muộn giới tiểu tư sản sẽ bị lôi kéo nhảy vào cuộc. Tuy nhiên nó không dừng lại ở tính chất của cuộc cách mạng tiểu tư sản, nó thể hiện ý thức phi lý của con người đã bị bóp méo, trở nên đần độn dẫn đến những tư tưởng ảo tưởng nhưng coi đó là sự thật và cần phải đấu tranh thực hiện nó. Nhà sử học người Italia, Dele Piane, gọi chủ nghĩa phát xít là "cuộc phản cách mạng triệt để"; còn L. Longo thì xem đó là "một trong những hình thái phản cách mạng triệt để".

## Đặc điểm
Chủ nghĩa phát xít ra đời trong bối cảnh khủng hoảng kinh tế, sự thất trận của một số quốc gia (Đức) tổn hại niềm tự hào dân tộc, những nguy cơ của các cuộc cách mạng thường trực do phân hóa xã hội sâu sắc, sự yếu kém của các nền dân chủ đại nghị trước nguy cơ của chủ nghĩa Cộng sản, hay vô chính phủ, những nguy cơ xâm lấn của các nền văn minh bên ngoài, cho nên chủ nghĩa phát xít có một sức hấp dẫn đối với dân chúng ở một số quốc gia trong những hoàn cảnh xã hội nhất định. Các đặc điểm cơ bản của nó có thể được thể hiện phương diện chính:
- Xây dựng một Nhà nước tập trung hùng mạnh để đối phó các nguy cơ bạo loạn và các nguy cơ xâm lược từ phía bên ngoài, thủ tiêu dân chủ, nhà nước một Đảng phát xít nắm quyền
- Xây dựng một quân đội hùng mạnh, các sĩ quan quân đội có một vị trí chính trị quan trọng theo mẫu của chủ nghĩa quân phiệt
- Đàn áp tất cả các phong trào cánh tả như chủ nghĩa xã hội, chủ nghĩa Cộng sản, chủ nghĩa công đoàn, chủ nghĩa vô chính phủ,...(mà họ cho là làm tổn hại đến quốc gia, nhà nước hay dẫn đến sự bất ổn), các tư tưởng dân chủ hoặc các đòi hỏi dân sinh.
- Thủ tiêu kinh tế thị trường, đặt toàn bộ nền kinh tế dưới sự kiểm soát chặt chẽ nhà nước, phục vụ cho nhà nước và quốc gia, nhưng không xóa bỏ giai cấp mà hướng tất cả giai cấp làm việc phụng sự cho quốc gia, hi sinh các quyền lợi hoặc đòi hỏi cá nhân, khêu gợi một sự đoàn kết trên cơ sở của một trật tự xã hội có phân hóa và nếp sống kỷ luật
- Khêu gợi tinh thần yêu nước phụng sự Tổ quốc của cả dân tộc, kích động tư tưởng dân tộc, chống lại các dân tộc mà họ cho là làm tổn hại đến lợi ích dân tộc họ (như người Do Thái ở Đức,..)
- Đưa ra các chiêu bài lần lượt lấy lòng của các tầng lớp khác nhau trong xã hội, thường trước hết là tầng lớp trung lưu, sau đó đến tư sản và vô sản, nông dân (đây không phải đặc điểm riêng có của chủ nghĩa phát xít nhưng không thể thiếu)
- Đưa ra các luận điệu mang màu sắc của chủ nghĩa sô vanh hay chủ nghĩa bá quyền (nhưng chỉ có một số nước), đặt dân tộc trước các nguy cơ bị hủy diệt hoặc xâm lấn, khôi phục lại một số truyền thống bị lãng quên nhằm khẳng định tư tưởng dân tộc, kích động các tư tưởng phân biệt sắc (chủng) tộc một cách cực đoan

Tuy nhiên chủ nghĩa phát xít vẫn hay gây ra tranh cãi, vì có phong trào có một số đặc điểm giống với chủ nghĩa phát xít nhưng không toàn bộ. Một số phong trào phát xít hay được gán là phát xít vẫn hoạt động ở một số nước mà đặc điểm cơ bản bề ngoài của nó là chống lại người nhập cư một cách cực đoan, hay các dân tộc thiểu số ở nước họ (như người Hồi giáo ở một số nước châu Âu,...) thường được theo dõi chặt chẽ, tuy nhiên một số có lúc nổi lên như một lực lượng chính trị lớn.
Về cơ bản chủ nghĩa phát xít trước hết là một phong trào dân tộc cực đoan, và là một dạng "cánh hữu cách mạng", để chống lại cánh tả. Nguồn gốc quyền lực Nhà nước là quốc gia, dân tộc, dưới bàn tay tạo hóa Thượng đế, khác hẳn cách lý giải quyền lực Nhà nước từ nảy sinh tư hữu và phân hóa giai cấp của những người Cộng sản. Tư tưởng phát xít đối lập hoàn toàn với chủ nghĩa vô chính phủ.